# William Feilding (3e comte de Denbigh)
William Feilding, 3e comte de Denbigh, 2e comte de Desmond (29 décembre 1640 – 23 août 1685) est un aristocrate dans la Pairie d'Angleterre. 

## Biographie
Il est le fils de George Feilding (1er comte de Desmond) (en), et son épouse, Bridget Stanhope, fille de Michael Stanhope.
Il hérite du titre de comte de Denbigh de son oncle paternel de Basil Feilding (2e comte de Denbigh), qui meurt sans héritiers en 1675.
Il se marie, tout d'abord à Mary King (morte en 1669), fille de Robert King et Frances Folliott. En secondes noces, il épouse Mary Carey, fille de Henry Carey (2e comte de Monmouth). Il est décédé le 23 août 1685, à l'âge de 44 ans.
Par sa première épouse, Marie King, il a les enfants suivants:
- Mary Feilding (c.1668 – décembre 1697), qui épouse Evelyn Pierrepont (1er duc de Kingston-upon-Hull), et a des enfants[3].
- Basil Feilding (4e comte de Denbigh) (1668 – 18 mars 1717), qui épouse Hester Firebrace, et a des enfants

Il n'y a pas d'enfants de son second mariage.